# Myślice (stacja kolejowa)

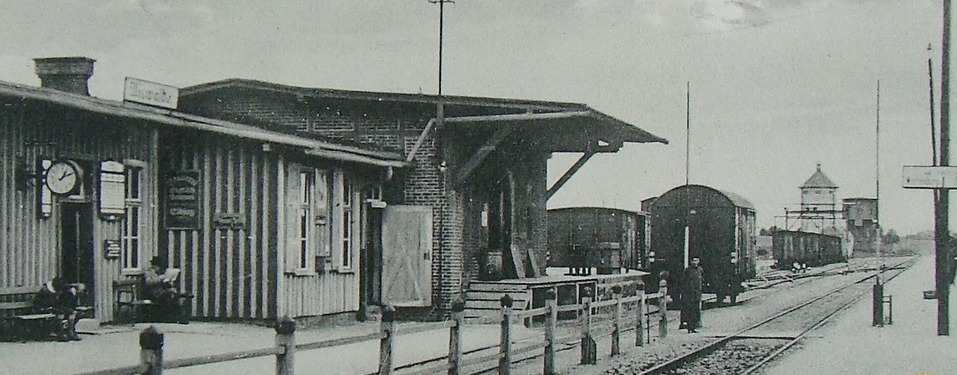
Stacja w Myślicach

Myślice – zlikwidowana stacja kolejowa w Myślicach na dawnej linii kolejowej nr 222 Małdyty – Malbork w województwie pomorskim. Stacja w Myślicach została otwarta w roku 1893. Posiadała trzy perony, do których dojście było bezpośrednio po torach, gdyż nie było przejść nadziemnych, ani podziemnych. Ruch pasażerski na stacji zawieszono w 1999 roku. Tory kolejowe, które miały rozkład 1435 mm zostały rozebrane w 2008 roku. W miejscu, gdzie dawniej przebiegały tory w kierunku Malborka obecnie przebiega rozbudowany odcinek Drogi Wojewódzkiej 526.

## Bibliografia

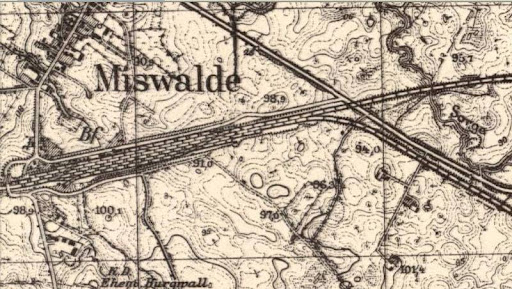
Fragment dawnej mapy Myślic z zaznaczonym dworcem (Bf).